# San José de las Trojes
San José de las Trojes är en ort i Mexiko.   Den ligger i kommunen Matehuala och delstaten San Luis Potosí, i den centrala delen av landet, 500 km norr om huvudstaden Mexico City. San José de las Trojes ligger 1 628 meter över havet och antalet invånare är 416.
Terrängen runt San José de las Trojes är platt åt nordost, men åt sydväst är den kuperad. Terrängen runt San José de las Trojes sluttar österut. Runt San José de las Trojes är det ganska tätbefolkat, med 72 invånare per kvadratkilometer. Närmaste större samhälle är Matehuala, 7,2 km söder om San José de las Trojes. Omgivningarna runt San José de las Trojes är i huvudsak ett öppet busklandskap.